# 蒲田警察署
蒲田警察署（かまたけいさつしょ）は、警視庁の警察署の一つ。署員数約400名の大規模警察署であり、署長は警視正。
管内に第一自動車警ら隊蒲田分駐が所在する。
警視庁第二方面に属し、東京都大田区の東南部（空港地区は除く）約10万世帯を管轄する。管轄区域が多摩川を挟んで神奈川県川崎市と隣接しており、管内には城南地域最大の歓楽街「蒲田」を抱えている。庁舎は環八通りに面する。
識別章所属表示はNH。車両の対空表示は「蒲」。シンボルマークは「蒲の穂」を図形化したものである。

## 所在地
- 東京都大田区蒲田本町二丁目3番3号
  - 最寄駅：京急本線 京急蒲田駅

## 管轄区域
大田区
- 蒲田一・二・三・四・五丁目（全域）
- 蒲田本町一・二丁目（全域）
- 東蒲田一・二丁目（全域）
- 南蒲田一・二・三丁目（全域）
- 西蒲田一丁目、三丁目の一部（24番）、四・五丁目、六丁目の一部（1番から3番、19番から22番、35番から37番）、七・八丁目（二丁目の全域と、三・六丁目の大部分は池上警察署の管轄）
- 新蒲田一丁目、二丁目の一部（1番の一部、3番・16番から23番）、三丁目（前記以外の二丁目は池上警察署の管轄）
- 池上五丁目の一部（23・24・27・28番。それ以外の地域は池上警察署の管轄）
- 仲六郷一・二・三・四丁目（全域）
- 東六郷一・二・三丁目（全域）
- 西六郷一・二・三・四丁目（全域）
- 南六郷一・二・三丁目（全域）
- 東糀谷一・二・三・四・五・六丁目（全域）
- 西糀谷一・二・三・四丁目（全域）
- 北糀谷一丁目・二丁目（全域）
- 萩中一・二・三丁目（全域）
- 本羽田一・二・三丁目（全域）
- 羽田一・二・三・四・五・六丁目（全域）
- 羽田旭町（全域）
- 大森西七丁目の一部（7番の一部、8・9番。それ以外の地域は大森警察署の管轄）
- 大森南一丁目（4・5番の各一部、6番から11番、12・17・18番の各一部を除く）、二丁目の一部（17番の一部、18・19番。一丁目の一部と前記以外の二丁目は大森警察署の管轄）

## 沿革
- 1923年（大正12年）10月20日 大森警察署蒲田分署開設。
- 1926年（大正15年）6月26日 蒲田警察署に昇格。
- 2007年（平成19年）4月1日 東糀谷交番、西六郷一丁目交番、穴守稲荷駅前交番が廃止され、地域安全センターに降格された。

## 組織
- 警務課
- 会計課
- 交通課
- 警備課
- 地域課
- 刑事課
- 生活安全課
- 組織犯罪対策課

## 交番
- 蒲田駅東口交番（大田区蒲田五丁目13番1-101号）
- 京急蒲田駅前交番（大田区蒲田四丁目50番1号）
- 本羽田交番（大田区本羽田二丁目2番17号）
- 大鳥居交番（大田区羽田一丁目1番1号）
- 北糀谷交番（大田区大森南一丁目24番7号）
- 雑色交番（大田区東六郷二丁目18番8号）
- 西六郷交番（大田区西六郷二丁目37番5号）
- 東六郷交番（大田区東六郷三丁目6番2号）
- 西蒲田交番（大田区西蒲田四丁目4番10号）
- 日の出通交番（大田区西糀谷四丁目32番17号）
- 蒲田駅西口交番（大田区西蒲田七丁目69番1号）

## 地域安全センター
- 東糀谷地域安全センター（大田区東糀谷五丁目17番13号）
- 西六郷一丁目地域安全センター（大田区西六郷一丁目4番15号）
- 穴守稲荷駅前地域安全センター（大田区羽田四丁目6番11号）

## 管内で発生した主な事件
- 東蒲田二丁目主婦殺害事件 - 被疑者は中国で代理処罰されている[1]。

## 不祥事
- 2010年4月　地域課の警部補が証拠隠滅教唆をして停職、書類送検。2008年（平成20年）11月、刃渡り6センチを超えるカッターナイフを所持していた銃砲刀剣類所持等取締法違反の現行犯で逮捕した男に、刃を折るよう指示し罪状を軽犯罪法違反に軽減した疑い。上司の地域課長（当時）も監督責任を問われて減給10パーセント1ヶ月。
- 2014年2月　地域課の巡査長が、職務質問による検挙実績の不振を同課係長の警部補から他の数人と共に厳しく責められ、「身の振り方を家族と相談しろ」と暗に辞職を求められ署内のトイレで拳銃自殺。4月に警部補の行為はパワーハラスメントと認められ減給10パーセント3カ月。
- 2023年1月　盗撮容疑で逮捕された地域課の巡査長が懲戒免職処分となる。2018年9月頃から2022年11月頃まで、自宅のある相模原市などで、入浴中の女性への盗撮を繰り返し、神奈川県警に迷惑防止条例違反の容疑で逮捕されていた。[2]
- 2025年4月　窃盗容疑で逮捕された組織犯罪対策課の巡査部長が懲戒免職処分となる。同年1月31日と2月4日に大田区のアパートに侵入し、現金約3000万円（1月31日に300万円、2月4日に2700万円）と合鍵を盗んだとして逮捕されていた。巡査部長は住民男性の死亡事案の捜査のため部屋を訪れた後、署で保管した合鍵を使って盗みを働いていた[3]。6月24日、東京地裁は窃盗などの罪で元巡査部長に懲役2年6月、執行猶予3年の判決を言い渡した[4]。

## その他
- 2007年（平成19年）8月から管内で民間駐車監視員による放置車両確認事務が実施されている。主要駅周辺では自動二輪、原付二輪も重点取締り対象となっている。